# Hingerissen von einem ungewöhnlichen Schicksal im azurblauen Meer im August
Hingerissen von einem ungewöhnlichen Schicksal im azurblauen Meer im August (Originaltitel: Travolti da un insolito destino nell’azzurro mare d’agosto) ist der Titel eines Spielfilms der italienischen Regisseurin Lina Wertmüller aus dem Jahr 1974. Der Film erzählt die Geschichte einer reichen Industriellengattin. Nach dem Schiffbruch mit einem Beiboot ihrer Segelyacht rettet sie sich mit einem kommunistisch gesinnten Matrosen auf eine unbewohnte Insel. Dort findet sie ihre erotische Erfüllung in der „Zähmung“ durch den Matrosen. Die sich entwickelnde Beziehung weist sadomasochistische Züge auf.
Es ist der dritte von vier Filmen, die Wertmüller zu Beginn der 1970er Jahre mit dem italienischen Schauspieler Giancarlo Giannini in der Hauptrolle drehte.

## Handlung
Raffaella Pavone Lanzetti, eine reiche bürgerliche Antikommunistin, verbringt ihre Ferien mit ihren ebenso reichen und verwöhnten Freunden auf einer Segelyacht im Mittelmeer, auf der sie die Besatzungsmitglieder ihre Macht spüren lässt. Bei einem Ausflug ist sie allein mit Gennarino Carunchio, einem rauen, kommunistischen Seemann sizilianischer Herkunft unterwegs, der sie für ihre Launen und die ständige Herabwürdigung anderer verachtet, seine Gefühle aber gegenüber seinen Arbeitgebern verbergen muss.
Wegen eines Motorschadens treiben Raffaella und Gennarino tagelang in einem winzigen Schlauchboot auf dem Meer. Schließlich gelingt es ihnen, sich auf eine einsame Insel zu retten. Situationsbedingt werden nun die Rollen vertauscht, da Gennarino es im Gegensatz zu Raffaella versteht, sich auf der Insel Nahrung und Unterkunft zu verschaffen. Raffaella nimmt gezwungenermaßen  die Rolle der Untergebenen ein, was Gennarinos lange unter Verschluss gehaltenen sexuellen und sozialen Aggressionen entfesselt. Beide entdecken eine starke erotische Leidenschaft füreinander.
Als eines Tages ein Schiff am Horizont zu sehen ist, versteckt sich Raffaella, um nicht entdeckt zu werden. Sie möchte das Idyll mit Gennarino nicht verlieren. Bei der nächsten Rettungsmöglichkeit ergreift Gennarino trotz Raffaellas Widerstand die Initiative. Er will testen, ob sie ihn auch unter normalen Umständen lieben würde.
Zurück in der Zivilisation, werden beide wieder von ihrer Gesellschaftsschicht und ihren Ehepartnern vereinnahmt. Gennarino, der seinen Irrtum schnell einsieht, will mit Raffaella zurück auf die Insel fahren. Sie lässt sich darauf nicht mehr ein und verlässt stattdessen mit einem Hubschrauber den Urlaubsort. Gennarino bleibt somit auch nur die Rückkehr zu seiner wütenden Frau.

## Hintergrund
Sergio Corbucci drehte 1976 mit Robinson jr. eine Parodie über Wertmüllers Film. 2002 entstand unter der Regie von Guy Ritchie eine Neuverfilmung. In den Hauptrollen von Stürmische Liebe – Swept Away spielen Madonna und Adriano Giannini, der Sohn von Giancarlo Giannini.
Die Dreharbeiten erfolgen an der östlichen Küste Sardiniens in der Provinz Nuoro. An den Stränden Cala Fuili, der Gemeinde Dorgali und Cala Luna, der Gemeinde Baunei, erfolgten ein großer Teil der Dreharbeiten. Die Carunchio-Hütte und die sinnlichsten Szenen wurden in den Dünen von Capo Comino, einer Stadt in der Gemeinde Siniscola, gefilmt.
Obwohl es im Film scheint, dass die Schiffbrüchigen einen einzigen Strand entlang fahren, sind diese Ufer in Wirklichkeit mehrere Kilometer voneinander entfernt. Die letzte Szene der Abfahrt des Helikopters ist stattdessen im Hafen von Arbatax, in Ogliastra.

## Soundtrack
Das Lied, das im Hintergrund während des Telefonats zwischen Gennarino und Raffaella fast am Ende des Films zu hören ist, ist das berühmte Signora mia von Sandro Giacobbe, das im Sommer 1974 ein großer Erfolg war.

## Auszeichnungen
Piero Piccioni gewann im Jahr 1975 für die Filmmusik den Premi David di Donatello.